# Kornelimünster

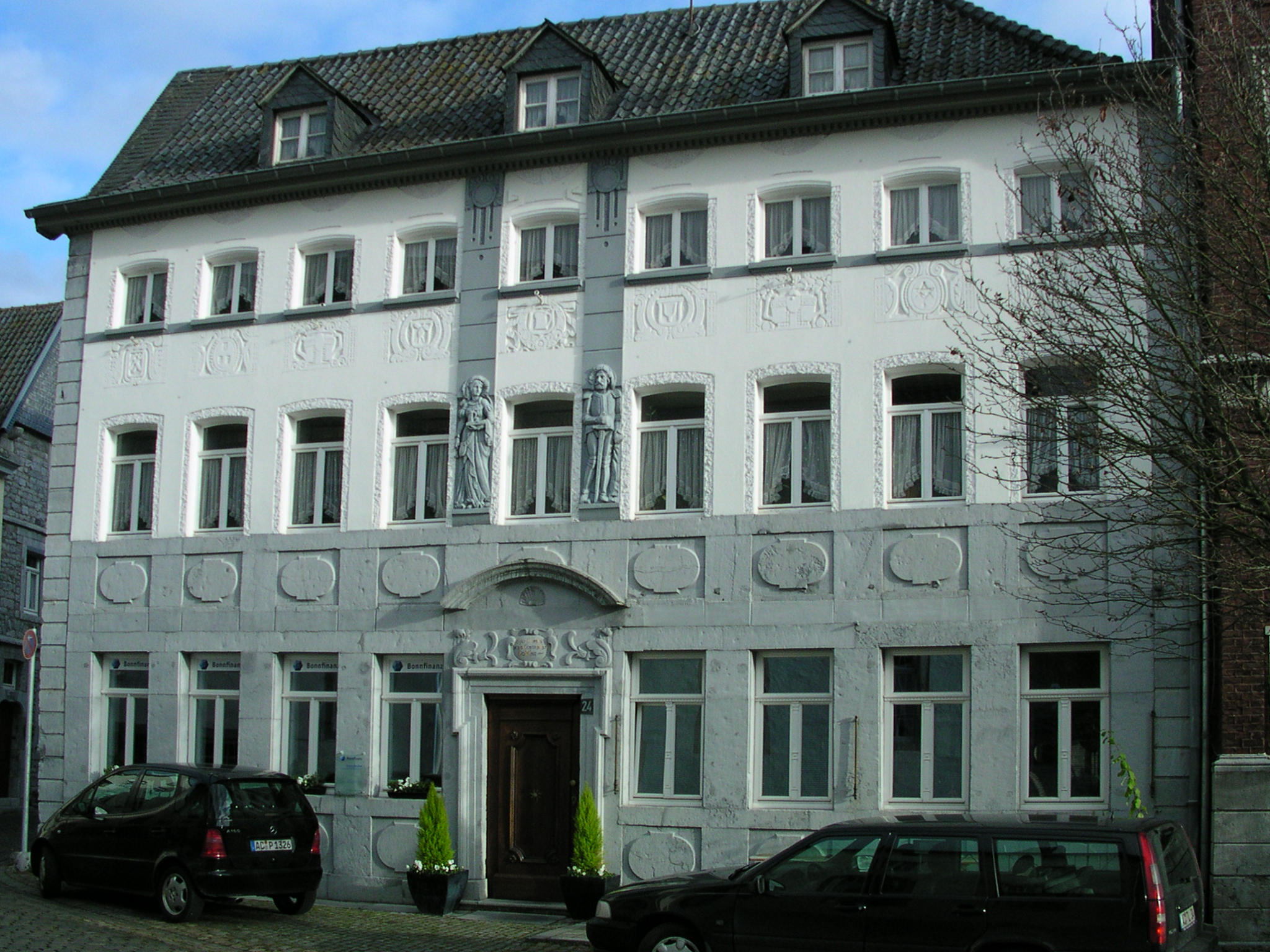
Hôtel de ville de Kornelimünster.

Kornelimünster, de son nom complet Kornelimünster/ Walheim, est un quartier d’Aix-la-Chapelle qui tient son nom de la sainte Cornelius. 

## Géographie et paysage
Kornelimünster est une petite ville rattachée à la commune d’Aix-la-Chapelle, à 10 km au sud-est du centre de cette ville, au sein du Land de Rhénanie-du-Nord-Westphalie. L'agglomération de Kornelimünster est formée de deux parties séparées par la route appelée Napoleonsberg. La partie ancienne et pittoresque est organisée dans une vallée autour de l'ancienne abbaye médiévale Saint-Corneille, du cimetière romantique en hauteur (avec sa chapelle Bergkirche St. Sephanus) et d'une rue unique (Korneliusstrasse) qui s'en éloigne. A l'autre extrémité, à l'ouest du quartier moderne de Kornelimünster, se trouve la nouvelle abbaye construite pour abriter la communauté monastique qui y vit actuellement. Le nom du lieu est formé du génitif en -i du nom latin Cornelius et de Münster, du latin monasterium et signifie donc en français : monastère de [saint] Corneille. Ce nom s'applique à trois entités différentes : à l'église médiévale, à l'abbaye moderne fort éloignée en périphérie et à l'ensemble de la petite agglomération.
Kornelimünster compte actuellement environ 16 300 habitants et la densité de sa population est assez importante avec  plus de 500 habitants au km2.La croissance annuelle moyenne du nombre d’habitants se situe entre 0,3 et 0,6 %. Le chômage de la population professionnelle varie entre 7 et 10 %. 
Bien que de nombreux changements aient eu lieu ces dernières décennies, Kornelimünster possède encore un paysage verdoyant. Effectivement, il est entouré de forêts, collines et de champs. Ce lieu est donc une concentration d’infrastructures diverses : de remarquables églises, de vieilles maisons bourgeoises, un ancien cloitre, des musées et des ruelles romantiques. 

### Vivre la nature à Kornelimünster / Walheim

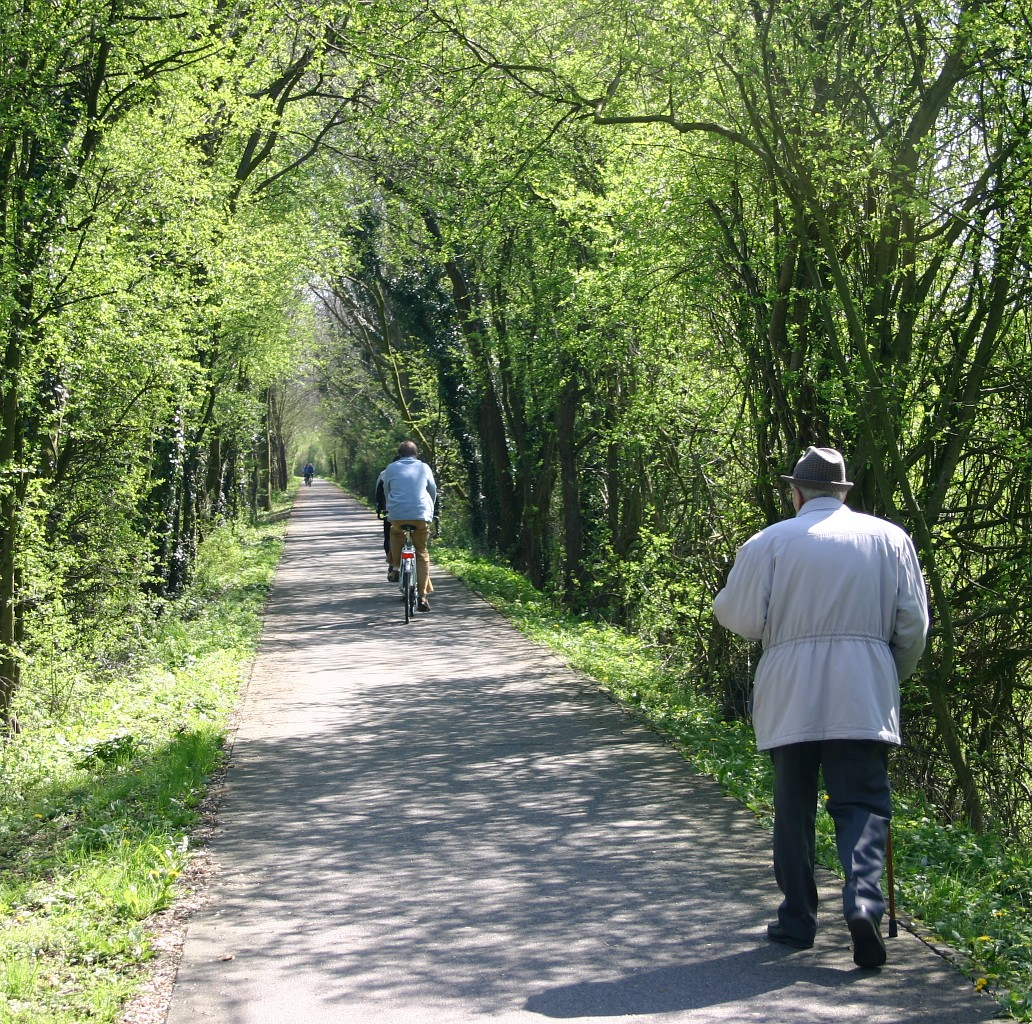
Promenade verte.

Situées dans la région au Sud d’Aix-la-Chapelle, les zones protégées naturelles de Kornelimünster permettent de jouir du privilège d'explorer le Munster Ländchen avec ses nombreuses activités, attractions touristique et géologique ainsi que son histoire. Ces zones protégées sont au nombre de six.
La plus ancienne de ces zones obtient le statut de réserves naturelles en 1928, qui est la réserve Klauser Grove/Franken. Il existe un circuit touristique, démarrant de la zone de loisir de Walheim, traversant Indetal pour ainsi visiter un four à chaux restauré. Dans les carrières désaffectées, vit de nombreuses sortes de reptiles, oiseaux et amphibiens. Ensuite, la visite se dirige vers Venwegegen.
Les Munster Ländchen sont l'ensemble des vallées regroupant les cours d'eau naturel d’Inde, Iter et Fobisbach, ainsi que les prairies et les riverains. Les barrages, digues et fossés garantissent avec l'aide des moulins historiques, le niveau d'eau équilibré. On peut trouver trouver grâce à cela des animaux telles que : Le Grand Héron, la truite brune ou la lamproie. Ils ne seraient probablement pas présents si la qualité d'eau n'était pas stable dans les criques autour de Cornelimunster/Walheim.

## Histoire
Les origines de Kornelimünster remontent aux Romains qui, venant de Gaule, traversèrent la rivière d’Inde (vallée où se trouve cette ville). Un lieu de culte gallo-romain fut construit vers 260, mais abandonné par la suite. Sous les Carolingiens, la région devint celle de la cour impériale installée à Aix. Benoît d’Aniane fonda alors un monastère bénédictin qui portait le nom de « Monasterium ad Indam » c’est-à-dire le « monastère de la rivière Inde ». Depuis l'époque romaine, deux axes routiers desservaient cette région : un premier partait de Cologne en direction de Bavai (Nord) et un deuxième débutait à Aix-la-Chapelle et conduisait jusqu'à Trèves. Ce dernier fut très important pour le développement de l’abbaye médiévale. Celle-ci possédait de nombreuses terres agricoles encore connues aujourd'hui sous le nom de Münsterländchen (« territoires du monastère »). L'économie de l’abbaye était fondée sur l’agriculture, le pâturage, l'exploitation des arbres, l’utilisation du fer ainsi que l’industrie du calcaire, sans compter les ressources tirées du pèlerinage à l'abbaye. 
Aux alentours du milieu du IXe siècle, le monastère entra en effet en possession de la relique du crâne du pape Corneille, sans doute en provenance de Compiègne (Oise). La fête de l'ostension des reliques de saint Corneille, appelée en allemand Korneli-Oktav, en tire son origine. En 881, l’abbaye connut un déclin à cause des Normands qui la détruisirent.
Lors du XIIe siècle, le culte de saint Corneille amena la ville à changer de nom au profit de celui de Kornelimünster. L’année 1310 fut marquante pour Kornelimünster puisque son abbaye fut détruite par les citoyens de la ville impériale d'Aix. Ceux-ci furent motivés par leur hostilité envers l’abbé Reinaldus, partisan du comte de Juliers (Jülich) contre qui ils étaient en lutte. 

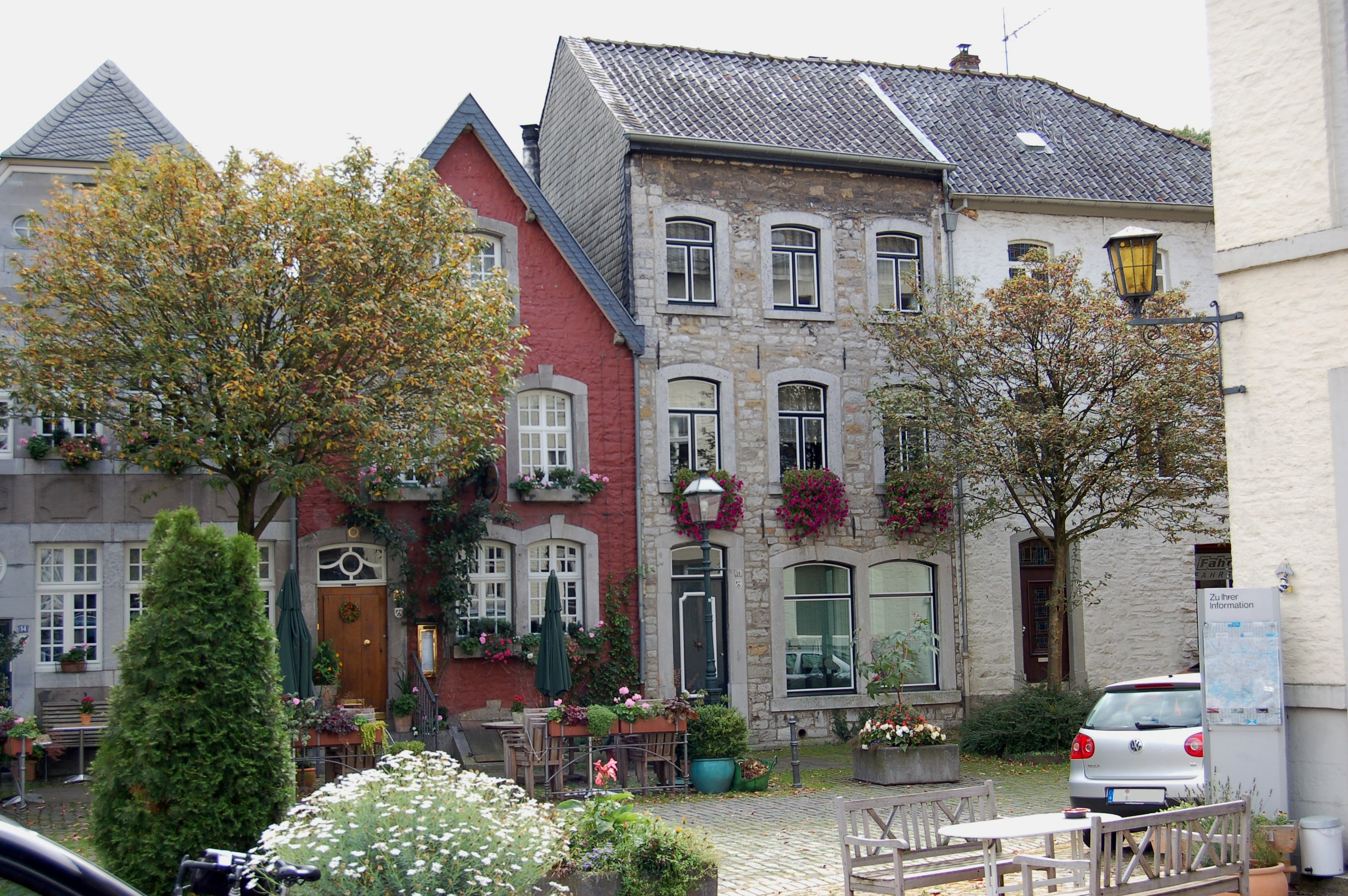
Quartier Bénédictins.

Lors des XVe et XVIe siècles, le grand nombre de pèlerins entraina un agrandissement de l’église abbatiale. Le pèlerinage existe encore, comme un rappel de l’histoire médiévale, de même que la fête de l'ostension des reliques (Korneli-Oktav). 
L’année 1802 marque la fin de l’histoire du premier monastère bénédictin de Kornelimünster. C’est au moment de la sécularisation qu’il a été dissout par Napoléon et l’église est devenue paroissiale. Les bâtiments de l'ancienne abbaye furent utilisés comme usine, puis collège pour former les enseignants et enfin un musée. Depuis 1976, elle abrite une exposition d’art contemporain de la région Rhénanie-du-Nord-Westphalie.
Au cours du XIXe siècle, la preuve de l'installation d'une colonie romaine fut découverte.
En 1840, les municipalités de Kornelimünster et de Walheim furent unis sur décision du ministre de Prusse. Toutefois, les deux communautés restèrent indépendantes. Sur la route de Breinig des restes de temples romains ont été découverts en 1907. Ils datent de l’époque de la naissance du Christ. Le terme de Vanernum vient d’une inscription de la consécration trouvée à cet endroit sur une plaque de bronze. 
Les Münsterländchen ont été épargnés par la guerre. Après la Seconde Guerre mondiale, les villes ont continué avec leurs traditions et coutumes.
En 1972, une réorganisation municipale eut lieu, sans conséquence majeure. Ce changement exigeait que les municipalités auparavant indépendantes appartiennent dorénavant à une autre municipalité. Les anciennes municipalités de Kornelimünster incluaient Breinig, Breinigerberg, Munsterau et Venwegen. Elles ont ensuite été affectées à Stolberg.

## Les sanctuaires bibliques
L’Église paroissiale de Schürztuch garde le tissu et la serviette de la tombe du Christ. Ceci est étroitement lié à la Passion du Christ. 

## Festivités
- La foire historique de juin

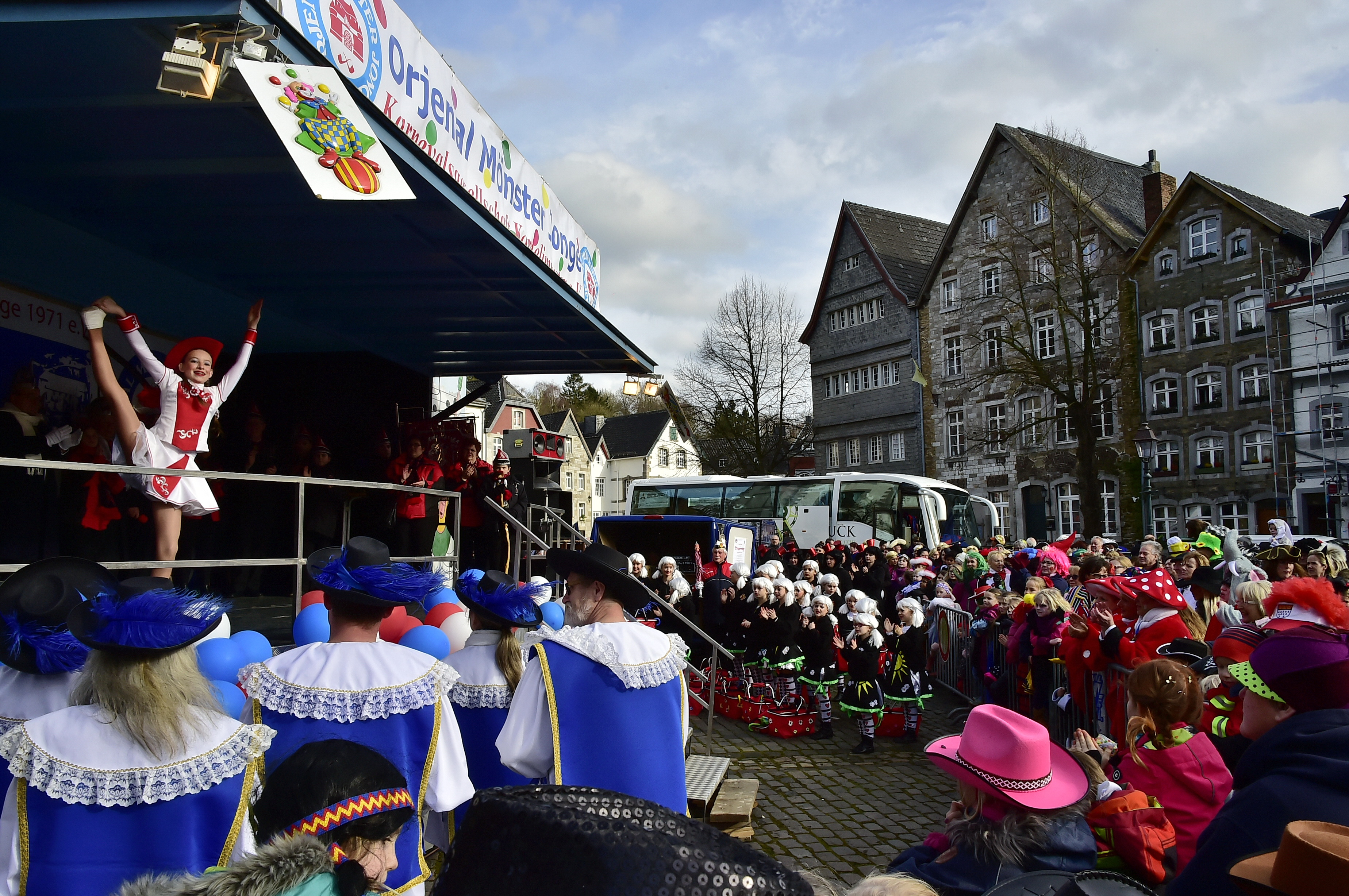
Open air carnaval.

- La Korneli-Oktav en septembre : c’est la fête de l’exaltation où des milliers de pèlerins se rassemblent sur la place de Kornelimünster. Et pendant une semaine, se déroulent des foires et des processions avec reliques.
- Le marché de Noël.
- Open air carnaval